# Pfarrkirche Seebenstein

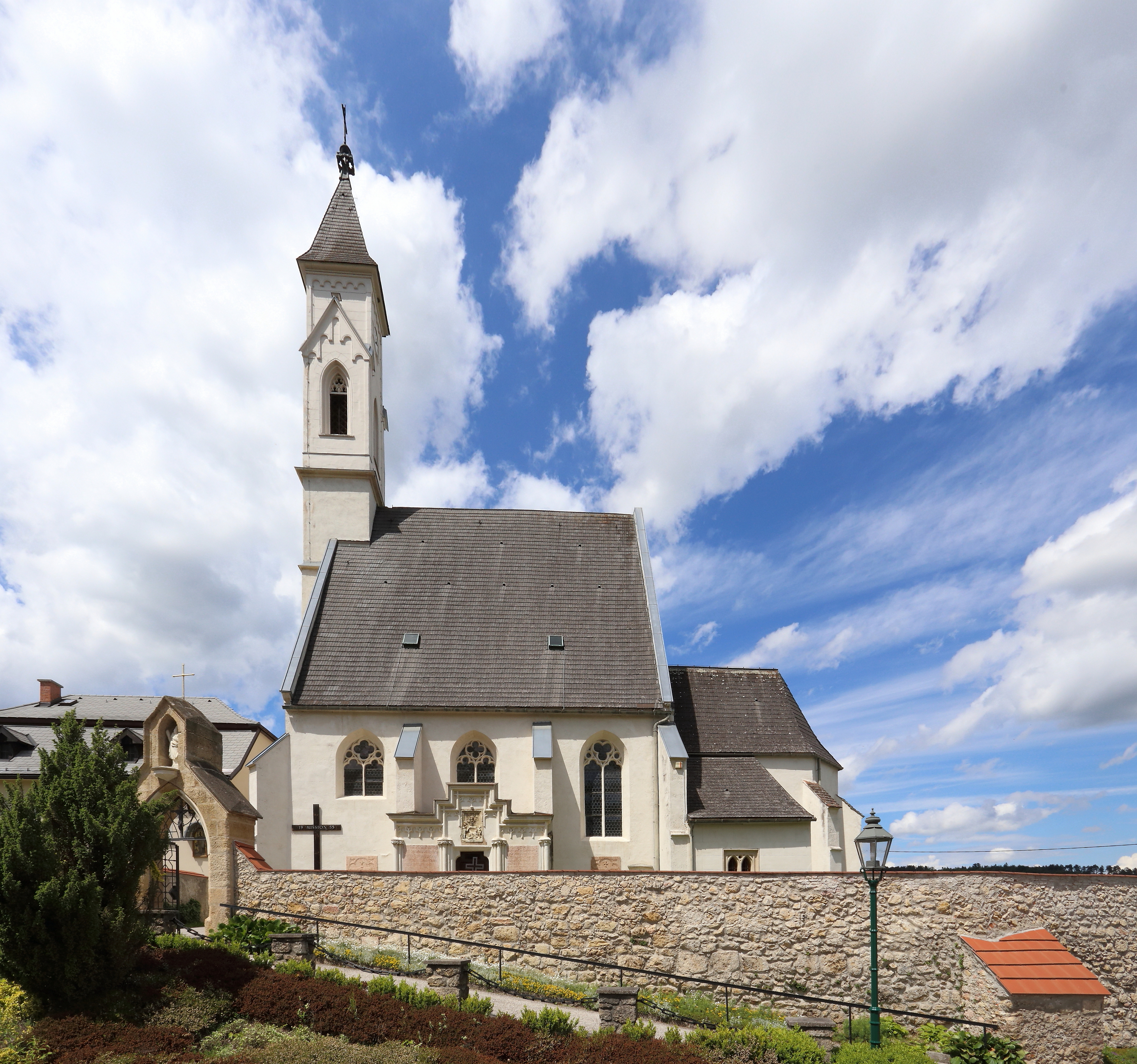
Katholische Pfarrkirche hl. Andreas in Seebenstein

Die Pfarrkirche Seebenstein steht in der Ortsmitte auf einem Hügel in der Gemeinde Seebenstein im Bezirk Neunkirchen in Niederösterreich. Die auf das Patrozinium Andreas geweihte römisch-katholische Pfarrkirche gehört zum Dekanat Lanzenkirchen im Vikariat Unter dem Wienerwald der Erzdiözese Wien. Die Kirche und die Kirchhofmauern stehen unter Denkmalschutz (Listeneintrag).

## Geschichte
Eine Pfarre wird für vor 1304 angenommen. Urkundlich wurde 1430 eine Pfarre genannt. Nach 1544 war die Pfarre protestantisch. Ab 1649 wurde die Kirche provisorisch von den Minoriten betreut. 1656 wurde die Kirche unter Karl von Pergen restauriert. 1784 wurde unter dem Josephinismus die Pfarre wieder errichtet.
Vom romanischen Kirchenbau sind Reste beim Triumphbogen erhalten. Wohl in der ersten Hälfte des 14. Jahrhunderts entstand der Chor mit Fünfachtelschluss, die Außenmauern und das Ostfenster ist erhalten. Im ersten Drittel des 16. Jahrhunderts erfolgte der Ausbau des spätgotischen Langhauses als Zweistützenraum. 1773 erfolgte teils eine Barockisierung, das Gewölberippen im Chor wurde abgeschlagen, die Fenster erweitert, und der Turm barock erhöht. Von 1849 bis 1853 erfolgte eine Regotisierung und die Erneuerung der Einrichtung mit dem Bildhauer Joseph Angeler. Schwere Schäden entstanden 1972 durch ein Erdbeben, welche danach behoben wurden.

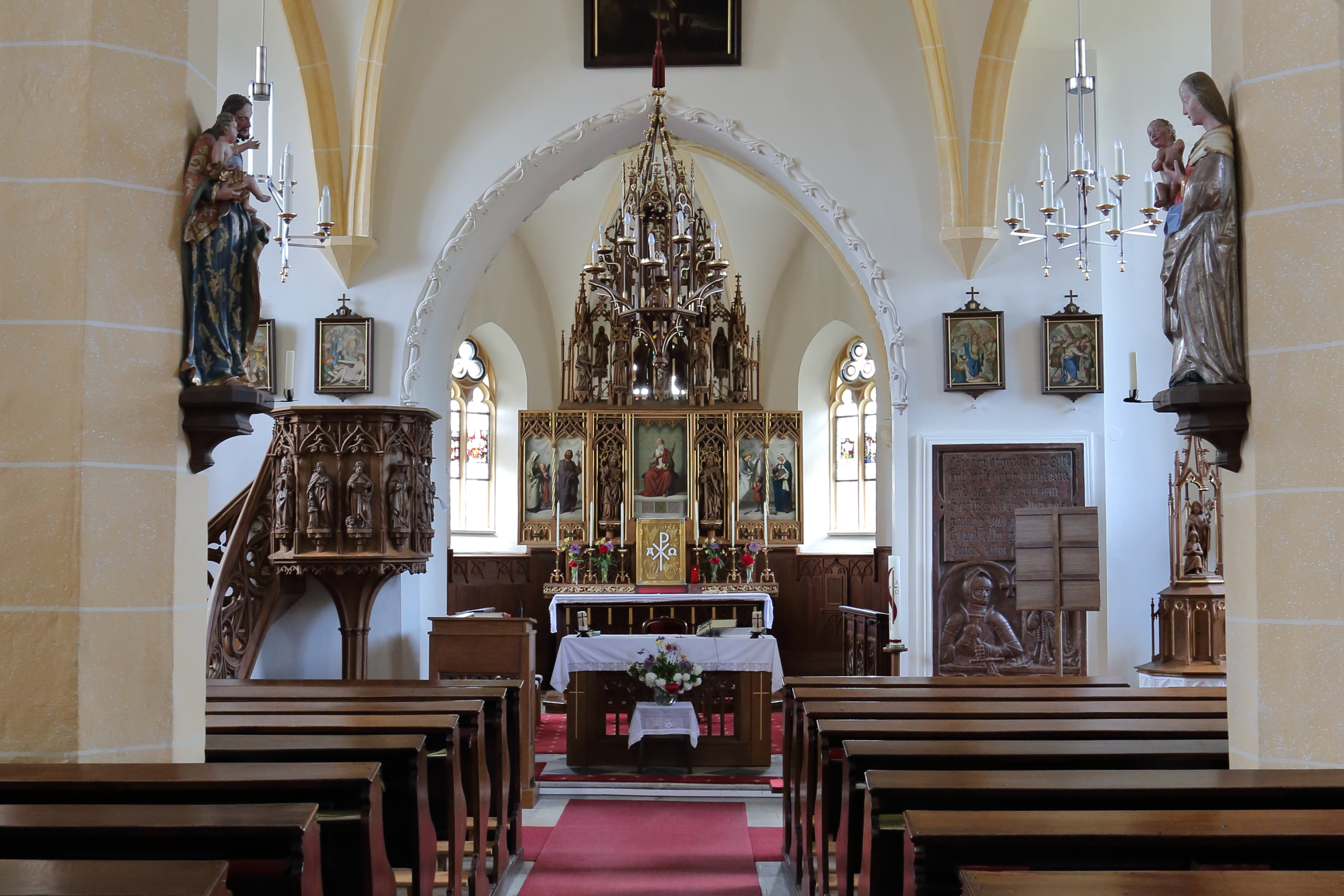
Innenansicht Richtung Hochaltar

## Architektur
Die Kirche ist von einer mittelalterlichen Bruchsteinmauer umgeben.
Das Kirchenäußere zeigt ein Langhaus unter einem steilen Satteldach mit Strebepfeilern und Spitzbogenfenstern mit spätgotischen zweibahnigem Maßwerk. Der hohe in die Westfront mittig eingestellte Turm aus dem ersten Drittel des 16. Jahrhunderts trägt ein aufgesetztes neugotisches Abschlussgeschoß aus 1851. Südseitig wurde um 1850 ein hoher Portalvorbau angebaut, das Portal ist ein Schulterportal, und zeigt im abgetreppten Portalgiebel das Relief Auferstehung Christi vom ehemaligen Grabdenkmal des Wolfgang von Königsberg gestorben 1589. In den Chorecken sind niedrige Anbauten aus dem ersten Viertel des 16. Jahrhunderts, südlich ist die Sakristei barock und neugotisch verändert, nördlich die ehemalige Totenkammer mit einem Schulterportal mit einem darüberliegenden Reliefrest Christus mit der Weltenkugel, gleichfalls ein Rest des Grabmals von Wolfgang von Königsberg.
Trotz der dreijochigen Außengliederung der Seitenwände ist das Kirchenschiff innen eine dreischiffige Halle von nur zwei Jochen Länge.

## Ausstattung
Die neugotische Inneneinrichtung der Pfarrkirche Seebenstein wurde zum größten Teil in den Jahren 1849 bis 1851 angefertigt.
Der Hochaltar ist ein neugotischer Flügelaltar. Im Gesprenge sieht man unter und neben dem Kruzifix elf Statuen. Es sind dies die Heiligen Namenspatrone der im Herbst 1850 aus zwölf Personen bestehenden Liechtenstein’schen Familie (zwei Familienmitglieder hatten denselben Namenspatron):
- Johannes Baptist, im Fellkleid und mit einem Lamm
- Ida, in einem Buch lesend dargestellt
- Carl Borromäus, Kardinal mit einem Kelch auf geschlossenem Buch
- Kaiser Heinrich II, als Kaiser im Reichsornat zu erkennen (darüber)
- Franz de Paula, ein Franziskanermönch mit Kapuze
- Anna, hier als Anna Selbdritt mit Maria und dem Jesuskind
- Alois, dargestellt als junger Jesuit mit goldenem Stab (ursprünglich mit Kreuz und Lilie)
- Franz Xaver, ein Jesuit mit vor der Brust gekreuzten Armen
- Theresa von Avila, eine Karmelitin mit flammendem Herzen als Attribut (darüber)
- Maria, die Mutter Gottes mit gefalteten Händen
- Sophie, sie hält ein geschlossenes Buch nach unten

Das Altarblatt und die beiden Flügel des Altares enthalten fünf Ölgemälde von Friedrich Ittenbach aus Düsseldorf, 1851 gemalt. Das mittlere Gemälde zeigt den Kirchenpatron, den Heiligen Apostel Andreas, sitzend mit einem Ölzweig in der Hand. Dahinter sind die oberen Balken des Andreas-Kreuzes als dessen Attribut zu sehen.
Die Kanzel, ebenfalls von Joseph Angeler, besteht größtenteils aus Nussbaumholz. Der rechte Seitenaltar ist zwar ebenfalls in seinem Aufbau neugotisch und von Angeler, aber unter Verwendung alter Schnitzwerke aus der Zeit um 1500 gefertigt. Der linke Seitenaltar ist zum größten Teil ebenfalls neugotisch. Nur das Tabernakel ist ein altes steinernes Sakramentshäuschen. Der Taufstein erhielt ebenfalls 1852 seine jetzige Gestalt. Der neugotische Aufsatz aus Holz ist von Angeler gefertigt, darin befindet sich die Doppelfigur Johannes der Täufer stehend und vor ihm kniend Jesus, die Taufe empfangend.
Die Orgel im neugotischen Gehäuse weist 9 Register auf und wurde von Christoph Erler (Wien) ca. 1850 gefertigt.